# Interlands Spaans voetbalelftal 1960-1969
Deze pagina toont een chronologisch en gedetailleerd overzicht van de interlands die het Spaans voetbalelftal heeft gespeeld in de periode 1960 – 1969.

## Interlands

### 1960
|                                                                       |                                                               |       |                        |                                                                             |
| 13 maart Vriendschappelijk № 121 «onderlinge duels» 16:30 uur (UTC+1) | Spanje                                                        | 3 – 1 | Italië                 | Camp Nou, Barcelona Toeschouwers: 85.000 Scheidsrechter: Albert Dusch (FRG) |
| 13 maart Vriendschappelijk № 121 «onderlinge duels» 16:30 uur (UTC+1) | Martín Vergés 53' Alfredo Di Stéfano 60' Eulogio Martínez 85' |       | 39' Francisco Lojacono | Camp Nou, Barcelona Toeschouwers: 85.000 Scheidsrechter: Albert Dusch (FRG) |

|                                                                     |                                             |       |          |                                                                                           |
| 15 mei Vriendschappelijk № 122 «onderlinge duels» 17:00 uur (UTC+1) | Spanje                                      | 3 – 0 | Engeland | Estadio Santiago Bernabéu, Madrid Toeschouwers: 77.000 Scheidsrechter: Albert Dusch (FRG) |
| 15 mei Vriendschappelijk № 122 «onderlinge duels» 17:00 uur (UTC+1) | Joaquín Peiró 38' Eulogio Martínez 79', 85' |       |          | Estadio Santiago Bernabéu, Madrid Toeschouwers: 77.000 Scheidsrechter: Albert Dusch (FRG) |

|                                                                      |                   |       |                                             |                                                                                 |
| 10 juli Vriendschappelijk № 123 «onderlinge duels» 15:30 uur (UTC−3) | Peru              | 1 – 3 | Spanje                                      | Estadio Nacional, Lima Toeschouwers: 55.000 Scheidsrechter: Carlos Robles (CHI) |
| 10 juli Vriendschappelijk № 123 «onderlinge duels» 15:30 uur (UTC−3) | Jose Carrasco 82' |       | 21' Alfredo Di Stéfano 44' (50) Luis Suárez | Estadio Nacional, Lima Toeschouwers: 55.000 Scheidsrechter: Carlos Robles (CHI) |

|                                                                      |       |                                                                   |        |                                                                                           |
| 14 juli Vriendschappelijk № 124 «onderlinge duels» 15:30 uur (UTC−4) | Chili | 0 – 4                                                             | Spanje | Estadio Nacional, Santiago Toeschouwers: 29.696 Scheidsrechter: José Luis Praddaude (ARG) |
| 14 juli Vriendschappelijk № 124 «onderlinge duels» 15:30 uur (UTC−4) |       | 9', 33' Alfredo Di Stéfano 46' (pen.) Collar 57' Eulogio Martínez |        | Estadio Nacional, Santiago Toeschouwers: 29.696 Scheidsrechter: José Luis Praddaude (ARG) |

|                                                                      |                   |       |                                                              |                                                                                   |
| 17 juli Vriendschappelijk № 125 «onderlinge duels» 15:30 uur (UTC−4) | Chili             | 1 – 4 | Spanje                                                       | Estadio Nacional, Santiago Toeschouwers: 33.552 Scheidsrechter: Luis Ventre (ARG) |
| 17 juli Vriendschappelijk № 125 «onderlinge duels» 15:30 uur (UTC−4) | Braulio Musso 85' |       | 1', 29' Alfredo Di Stéfano 37' Chus Pereda 40' Joaquín Peiró | Estadio Nacional, Santiago Toeschouwers: 33.552 Scheidsrechter: Luis Ventre (ARG) |

|                                                                      |                          |       |        |                                                                                            |
| 24 juli Vriendschappelijk № 126 «onderlinge duels» 15:30 uur (UTC−3) | Argentinië               | 2 – 0 | Spanje | Estadio Monumental, Buenos Aires Toeschouwers: 115.000 Scheidsrechter: Carlos Robles (CHI) |
| 24 juli Vriendschappelijk № 126 «onderlinge duels» 15:30 uur (UTC−3) | José Sanfilippo 30', 37' |       |        | Estadio Monumental, Buenos Aires Toeschouwers: 115.000 Scheidsrechter: Carlos Robles (CHI) |

|                                                                       |                                                         |       |                                  |                                                                                   |
| 26 oktober Vriendschappelijk № 127 «onderlinge duels» 14:30 uur (UTC) | Engeland                                                | 4 – 2 | Spanje                           | Wembley Stadium, Londen Toeschouwers: 80.000 Scheidsrechter: Maurice Guigue (FRA) |
| 26 oktober Vriendschappelijk № 127 «onderlinge duels» 14:30 uur (UTC) | Jimmy Greaves 1' Bryan Douglas 41' Bobby Smith 68', 79' |       | 14' Luis del Sol 51' Luis Suárez | Wembley Stadium, Londen Toeschouwers: 80.000 Scheidsrechter: Maurice Guigue (FRA) |

|                                                                         |                                                       |       |        |                                                                                  |
| 30 oktober Vriendschappelijk № 128 «onderlinge duels» 14:00 uur (UTC+1) | Oostenrijk                                            | 3 – 0 | Spanje | Praterstadion, Wenen Toeschouwers: 90.726 Scheidsrechter: Gottfried Dienst (SUI) |
| 30 oktober Vriendschappelijk № 128 «onderlinge duels» 14:00 uur (UTC+1) | Helmut Senekowitsch 34' Horst Nemec 77' Erich Hof 79' |       |        | Praterstadion, Wenen Toeschouwers: 90.726 Scheidsrechter: Gottfried Dienst (SUI) |

### 1961
|                                                                      |                                  |       |           |                                                                                               |
| 2 april Vriendschappelijk № 129 «onderlinge duels» 17:15 uur (UTC+1) | Spanje                           | 2 – 0 | Frankrijk | Estadio Santiago Bernabéu, Madrid Toeschouwers: 75.000 Scheidsrechter: Giulio Campanati (ITA) |
| 2 april Vriendschappelijk № 129 «onderlinge duels» 17:15 uur (UTC+1) | Enric Gensana 30' Paco Gento 53' |       |           | Estadio Santiago Bernabéu, Madrid Toeschouwers: 75.000 Scheidsrechter: Giulio Campanati (ITA) |

|                                                                          |                 |       |                                   |                                                                                     |
| 10 april WK 1962 kwalificatie № 130 «onderlinge duels» 18:30 uur (UTC+1) | Wales           | 1 – 2 | Spanje                            | Ninian Park, Cardiff Toeschouwers: 34.411 Scheidsrechter: Marcel Raeymaeckers (BEL) |
| 10 april WK 1962 kwalificatie № 130 «onderlinge duels» 18:30 uur (UTC+1) | Phil Woosnam 7' |       | 21' Foncho 78' Alfredo Di Stéfano | Ninian Park, Cardiff Toeschouwers: 34.411 Scheidsrechter: Marcel Raeymaeckers (BEL) |

|                                                                        |                   |       |                    |                                                                                       |
| 18 mei WK 1962 kwalificatie № 131 «onderlinge duels» 20:30 uur (UTC+1) | Spanje            | 1 – 1 | Wales              | Estadio Santiago Bernabéu, Madrid Toeschouwers: 65.466 Scheidsrechter: Leo Horn (NED) |
| 18 mei WK 1962 kwalificatie № 131 «onderlinge duels» 20:30 uur (UTC+1) | Joaquín Peiró 55' |       | 69' Ivor Allchurch | Estadio Santiago Bernabéu, Madrid Toeschouwers: 65.466 Scheidsrechter: Leo Horn (NED) |

|                                                                      |                                         |       |            | |
| 11 juni Vriendschappelijk № 132 «onderlinge duels» 20:30 uur (UTC+1) | Spanje                                  | 2 – 0 | Argentinië | Estadio Ramón Sánchez Pizjuán, Sevilla Toeschouwers: 60.000 Scheidsrechter: Concetto Lo Bello (ITA) |
| 11 juni Vriendschappelijk № 132 «onderlinge duels» 20:30 uur (UTC+1) | Luis del Sol 63' Alfredo Di Stéfano 73' |       |            | Estadio Ramón Sánchez Pizjuán, Sevilla Toeschouwers: 60.000 Scheidsrechter: Concetto Lo Bello (ITA) |

| |         |                  |        |                                                                                      |
| 12 november WK 1962 kwalificatie Intercontinentale play-off № 133 «onderlinge duels» 15:30 uur (UTC) | Marokko | 0 – 1            | Spanje | Stade d'honneur, Casablanca Toeschouwers: 26.000 Scheidsrechter: Daniel Mellet (SUI) |
| 12 november WK 1962 kwalificatie Intercontinentale play-off № 133 «onderlinge duels» 15:30 uur (UTC) |         | 80' Luis del Sol |        | Stade d'honneur, Casablanca Toeschouwers: 26.000 Scheidsrechter: Daniel Mellet (SUI) |

| |                                                                  |       |                                     |                                                                                           |
| 23 november WK 1962 kwalificatie Intercontinentale play-off № 134 «onderlinge duels» 20:30 uur (UTC+1) | Spanje                                                           | 3 – 2 | Marokko                             | Estadio Santiago Bernabéu, Madrid Toeschouwers: 26.490 Scheidsrechter: Cesare Jonni (ITA) |
| 23 november WK 1962 kwalificatie Intercontinentale play-off № 134 «onderlinge duels» 20:30 uur (UTC+1) | Marcelino Martínez 12' Alfredo Di Stéfano 44' Enrique Collar 58' |       | 40' Sellam Riahi 64' Abdallah Azhar | Estadio Santiago Bernabéu, Madrid Toeschouwers: 26.490 Scheidsrechter: Cesare Jonni (ITA) |

|                                                                          |                     |       |                       |                                                                                                |
| 10 december Vriendschappelijk № 135 «onderlinge duels» 14:30 uur (UTC+1) | Frankrijk           | 1 – 1 | Spanje                | Stade olympique Yves-du-Manoir, Colombes Toeschouwers: 46.496 Scheidsrechter: Jack Kelly (ENG) |
| 10 december Vriendschappelijk № 135 «onderlinge duels» 14:30 uur (UTC+1) | François Heutte 13' |       | 58' Félix Ruiz Gabari | Stade olympique Yves-du-Manoir, Colombes Toeschouwers: 46.496 Scheidsrechter: Jack Kelly (ENG) |

### 1962
| Wereldkampioenschap voetbal 1962 |
| -------------------------------- |

|                                                                   |                     |       |        |                                                                                               |
| 31 mei WK 1962 Groep C № 136 «onderlinge duels» 15:00 uur (UTC−4) | Tsjecho-Slowakije   | 1 – 0 | Spanje | Estadio Sausalito, Viña del Mar Toeschouwers: 12.700 Scheidsrechter: Carl Erich Steiner (AUT) |
| 31 mei WK 1962 Groep C № 136 «onderlinge duels» 15:00 uur (UTC−4) | Jozef Štibrányi 80' |       |        | Estadio Sausalito, Viña del Mar Toeschouwers: 12.700 Scheidsrechter: Carl Erich Steiner (AUT) |

|                                                                   |        |                   |        |                                                                                           |
| 3 juni WK 1962 Groep C № 137 «onderlinge duels» 15:00 uur (UTC−4) | Mexico | 0 – 1             | Spanje | Estadio Sausalito, Viña del Mar Toeschouwers: 11.875 Scheidsrechter: Branko Tešanić (YUG) |
| 3 juni WK 1962 Groep C № 137 «onderlinge duels» 15:00 uur (UTC−4) |        | 90' Joaquín Peiró |        | Estadio Sausalito, Viña del Mar Toeschouwers: 11.875 Scheidsrechter: Branko Tešanić (YUG) |

|                                                                   |                   |       |                        |                                                                                              |
| 6 juni WK 1962 Groep C № 138 «onderlinge duels» 15:00 uur (UTC−4) | Brazilië          | 2 – 1 | Spanje                 | Estadio Sausalito, Viña del Mar Toeschouwers: 18.715 Scheidsrechter: Sergio Bustamante (CHI) |
| 6 juni WK 1962 Groep C № 138 «onderlinge duels» 15:00 uur (UTC−4) | Amarildo 72', 86' |       | 35' Adelardo Rodríguez | Estadio Sausalito, Viña del Mar Toeschouwers: 18.715 Scheidsrechter: Sergio Bustamante (CHI) |

|  |  |  |  |  |  |  |  |  |

|                                                                            |                                                                     |       |          |                                                                                           |
| 1 november EK 1964 kwalificatie № 139 «onderlinge duels» 16:30 uur (UTC+1) | Spanje                                                              | 6 – 0 | Roemenië | Estadio Santiago Bernabéu, Madrid Toeschouwers: 51.608 Scheidsrechter: Kevin Howley (ENG) |
| 1 november EK 1964 kwalificatie № 139 «onderlinge duels» 16:30 uur (UTC+1) | Guillot 7', 20', 70' Veloso 9' Collar 17' Ion Nunweiller 81' (e.d.) |       |          | Estadio Santiago Bernabéu, Madrid Toeschouwers: 51.608 Scheidsrechter: Kevin Howley (ENG) |

|                                                                             |                                                                 |       |            |                                                                                           |
| 25 november EK 1964 kwalificatie № 140 «onderlinge duels» 14:00 uur (UTC+2) | Roemenië                                                        | 3 – 1 | Spanje     | Stadionul 23 August, Boekarest Toeschouwers: 72.762 Scheidsrechter: Giorgos Pelomis (GRE) |
| 25 november EK 1964 kwalificatie № 140 «onderlinge duels» 14:00 uur (UTC+2) | Nicolae Tătaru 2' Cicerone Manolache 8' Gheorghe Constantin 61' |       | 66' Veloso | Stadionul 23 August, Boekarest Toeschouwers: 72.762 Scheidsrechter: Giorgos Pelomis (GRE) |

|                                                                         |                |       |             |                                                                               |
| 2 december Vriendschappelijk № 141 «onderlinge duels» 14:30 uur (UTC+1) | België         | 1 – 1 | Spanje      | Heizelstadion, Brussel Toeschouwers: 39.808 Scheidsrechter: Marcel Bois (FRA) |
| 2 december Vriendschappelijk № 141 «onderlinge duels» 14:30 uur (UTC+1) | Jef Jurion 50' |       | 31' Guillot | Heizelstadion, Brussel Toeschouwers: 39.808 Scheidsrechter: Marcel Bois (FRA) |

### 1963
|                                                                        |        |       |           |                                                                                |
| 9 januari Vriendschappelijk № 142 «onderlinge duels» 20:30 uur (UTC+1) | Spanje | 0 – 0 | Frankrijk | Camp Nou, Barcelona Toeschouwers: 72.000 Scheidsrechter: Jozef Casteleyn (BEL) |
| 9 januari Vriendschappelijk № 142 «onderlinge duels» 20:30 uur (UTC+1) |        |       |           | Camp Nou, Barcelona Toeschouwers: 72.000 Scheidsrechter: Jozef Casteleyn (BEL) |

|                                                                        |                          |       |                   |                                                                           |
| 30 mei EK 1964 kwalificatie № 143 «onderlinge duels» 20:00 uur (UTC+1) | Spanje                   | 1 – 1 | Noord-Ierland     | San Mamés, Bilbao Toeschouwers: 27.960 Scheidsrechter: Cesare Jonni (ITA) |
| 30 mei EK 1964 kwalificatie № 143 «onderlinge duels» 20:00 uur (UTC+1) | Amancio Amaro Varela 57' |       | 88' Willie Irvine | San Mamés, Bilbao Toeschouwers: 27.960 Scheidsrechter: Cesare Jonni (ITA) |

|                                                                      |                                            |       |                                                                                               |                                                                                               |
| 13 juni Vriendschappelijk № 144 «onderlinge duels» 20:30 uur (UTC+1) | Spanje                                     | 2 – 6 | Schotland                                                                                     | Estadio Santiago Bernabéu, Madrid Toeschouwers: 40.000 Scheidsrechter: Giulio Campanati (ITA) |
| 13 juni Vriendschappelijk № 144 «onderlinge duels» 20:30 uur (UTC+1) | Adelardo Rodríguez 8' Willie Henderson 51' |       | 15' Denis Law 16' Dave Gibson 18' Frank McLintock 32' Davie Wilson 43' Veloso 83' Ian St John | Estadio Santiago Bernabéu, Madrid Toeschouwers: 40.000 Scheidsrechter: Giulio Campanati (ITA) |

|                                                                          |               |                |        |                                                                                    |
| 30 oktober EK 1964 kwalificatie № 145 «onderlinge duels» 19:45 uur (UTC) | Noord-Ierland | 0 – 1          | Spanje | Windsor Park, Belfast Toeschouwers: 45.809 Scheidsrechter: Dries van Leeuwen (NED) |
| 30 oktober EK 1964 kwalificatie № 145 «onderlinge duels» 19:45 uur (UTC) |               | 66' Paco Gento |        | Windsor Park, Belfast Toeschouwers: 45.809 Scheidsrechter: Dries van Leeuwen (NED) |

|                                                                         |          |       |                                         |                                                                                   |
| 1 december Vriendschappelijk № 146 «onderlinge duels» 18:30 uur (UTC+1) | Spanje   | 1 – 2 | België                                  | Estadio Mestalla, Valencia Toeschouwers: 50.000 Scheidsrechter: Marcel Bois (FRA) |
| 1 december Vriendschappelijk № 146 «onderlinge duels» 18:30 uur (UTC+1) | Zoco 22' |       | 19' Paul Van Den Berg 61' Wilfried Puis | Estadio Mestalla, Valencia Toeschouwers: 50.000 Scheidsrechter: Marcel Bois (FRA) |

### 1964
|                                                                          | |       |                 |                                                                                              |
| 11 maart EK 1964 kwalificatie № 147 «onderlinge duels» 20:30 uur (UTC+1) | Spanje | 5 – 1 | Ierland         | Estadio Ramón Sánchez Pizjuán, Seville Toeschouwers: 27.137 Scheidsrechter: Van Nuffel (BEL) |
| 11 maart EK 1964 kwalificatie № 147 «onderlinge duels» 20:30 uur (UTC+1) | Amancio Amaro Varela 13' Amancio Amaro Varela 29' Josep Maria Fusté 15' Marcelino Martínez 34' Marcelino Martínez 89' |       | 22' Andy McEvoy | Estadio Ramón Sánchez Pizjuán, Seville Toeschouwers: 27.137 Scheidsrechter: Van Nuffel (BEL) |

|                                                                         |         |                        |        |                                                                          |
| 8 april EK 1964 kwalificatie № 148 «onderlinge duels» 20:00 uur (UTC+1) | Ierland | 0 – 2                  | Spanje | Dalymount Park, Dublin Toeschouwers: 38.027 Scheidsrechter: Versyp (BEL) |
| 8 april EK 1964 kwalificatie № 148 «onderlinge duels» 20:00 uur (UTC+1) |         | 24', 85' Pedro Zaballa |        | Dalymount Park, Dublin Toeschouwers: 38.027 Scheidsrechter: Versyp (BEL) |

| Europees kampioenschap voetbal 1964 |
| ----------------------------------- |

|                                                                         |                                           |              |                 |                                                                                             |
| 17 juni EK 1964 Halve finale № 149 «onderlinge duels» 20:00 uur (UTC+1) | Spanje                                    | 2 – 1 (n.v.) | Hongarije       | Estadio Santiago Bernabéu, Madrid Toeschouwers: 34.713 Scheidsrechter: Arthur Blavier (BEL) |
| 17 juni EK 1964 Halve finale № 149 «onderlinge duels» 20:00 uur (UTC+1) | Jesús María Pereda 35' Amancio Amaro 115' |              | 84' Ferenc Bene | Estadio Santiago Bernabéu, Madrid Toeschouwers: 34.713 Scheidsrechter: Arthur Blavier (BEL) |

|                                                                   |                                                  |       |                         |                                                                                             |
| 21 juni EK 1964 Finale № 150 «onderlinge duels» 18:30 uur (UTC+1) | Spanje                                           | 2 – 1 | Sovjet-Unie             | Estadio Santiago Bernabéu, Madrid Toeschouwers: 79.115 Scheidsrechter: Arthur Holland (ENG) |
| 21 juni EK 1964 Finale № 150 «onderlinge duels» 18:30 uur (UTC+1) | Jesús María Pereda 6' Marcelino Martínez Cao 84' |       | 8' Galimzjan Choesainov | Estadio Santiago Bernabéu, Madrid Toeschouwers: 79.115 Scheidsrechter: Arthur Holland (ENG) |

|  |  |  |  |  |  |  |  |  |

|                                                                        |                  |       |                       |                                                                                 |
| 15 november Vriendschappelijk № 151 «onderlinge duels» 15:00 uur (UTC) | Portugal         | 2 – 1 | Spanje                | Estádio das Antas, Porto Toeschouwers: 50.000 Scheidsrechter: Piet Roomer (NED) |
| 15 november Vriendschappelijk № 151 «onderlinge duels» 15:00 uur (UTC) | Eusébio 39', 70' |       | 25' Josep Maria Fusté | Estádio das Antas, Porto Toeschouwers: 50.000 Scheidsrechter: Piet Roomer (NED) |

### 1965
|                                                                       |                   |       |        |                                                                                 |
| 5 mei WK 1966 kwalificatie № 152 «onderlinge duels» 20:00 uur (UTC+1) | Ierland           | 1 – 0 | Spanje | Dalymount Park, Dublin Toeschouwers: 40.772 Scheidsrechter: Leo Callaghan (WAL) |
| 5 mei WK 1966 kwalificatie № 152 «onderlinge duels» 20:00 uur (UTC+1) | Iríbar 61' (e.d.) |       |        | Dalymount Park, Dublin Toeschouwers: 40.772 Scheidsrechter: Leo Callaghan (WAL) |

|                                                                    |           |       |        |                                                                               |
| 8 mei Vriendschappelijk № 153 «onderlinge duels» 19:00 uur (UTC+1) | Schotland | 0 – 0 | Spanje | Hampden Park, Glasgow Toeschouwers: 60.146 Scheidsrechter: Kevin Howley (ENG) |
| 8 mei Vriendschappelijk № 153 «onderlinge duels» 19:00 uur (UTC+1) |           |       |        | Hampden Park, Glasgow Toeschouwers: 60.146 Scheidsrechter: Kevin Howley (ENG) |

|                                                                            |                                       |       |                 |                                                                                                 |
| 27 oktober WK 1966 kwalificatie № 154 «onderlinge duels» 20:30 uur (UTC+1) | Spanje                                | 4 – 1 | Ierland         | Estadio Ramón Sánchez Pizjuán, Sevilla Toeschouwers: 29.452 Scheidsrechter: Décio Freitas (POR) |
| 27 oktober WK 1966 kwalificatie № 154 «onderlinge duels» 20:30 uur (UTC+1) | Chus Pereda 40', 44', 58' Lapetra 63' |       | 26' Andy McEvoy | Estadio Ramón Sánchez Pizjuán, Sevilla Toeschouwers: 29.452 Scheidsrechter: Décio Freitas (POR) |

|                                                                           |         |            |        |                                                                                     |
| 10 november WK 1966 kwalificatie № 155 «onderlinge duels» 20:00 uur (UTC) | Ierland | 0 – 1      | Spanje | Parc des Princes, Parijs Toeschouwers: 35.731 Scheidsrechter: Pierre Schwinte (FRA) |
| 10 november WK 1966 kwalificatie № 155 «onderlinge duels» 20:00 uur (UTC) |         | 82' Ufarte |        | Parc des Princes, Parijs Toeschouwers: 35.731 Scheidsrechter: Pierre Schwinte (FRA) |

|                                                                         |        |                             |          |                                                                                                |
| 8 december Vriendschappelijk № 156 «onderlinge duels» 20:30 uur (UTC+1) | Spanje | 0 – 2                       | Engeland | Estadio Santiago Bernabéu, Madrid Toeschouwers: 30.000 Scheidsrechter: Concetto Lo Bello (ITA) |
| 8 december Vriendschappelijk № 156 «onderlinge duels» 20:30 uur (UTC+1) |        | 8' Joe Baker 58' Roger Hunt |          | Estadio Santiago Bernabéu, Madrid Toeschouwers: 30.000 Scheidsrechter: Concetto Lo Bello (ITA) |

### 1966
|                                                                      |                |       |                   |                                                                                                  |
| 23 juni Vriendschappelijk № 157 «onderlinge duels» 20:30 uur (UTC+1) | Spanje         | 1 – 1 | Uruguay           | Estadio Municipal de Riazor, A Coruña Toeschouwers: 25.000 Scheidsrechter: Aníbal Oliveira (POR) |
| 23 juni Vriendschappelijk № 157 «onderlinge duels» 20:30 uur (UTC+1) | Paco Gento 77' |       | 44' Domingo Perez | Estadio Municipal de Riazor, A Coruña Toeschouwers: 25.000 Scheidsrechter: Aníbal Oliveira (POR) |

| Wereldkampioenschap voetbal 1966 |
| -------------------------------- |

|                                                                    |                      |       |           |                                                                                      |
| 13 juli WK 1966 Groep B № 158 «onderlinge duels» 19:30 uur (UTC+1) | Argentinië           | 2 – 1 | Spanje    | Villa Park, Birmingham Toeschouwers: 42.982 Scheidsrechter: Dimiter Rumentchev (BUL) |
| 13 juli WK 1966 Groep B № 158 «onderlinge duels» 19:30 uur (UTC+1) | Luis Artime 65', 77' |       | 67' Pirri | Villa Park, Birmingham Toeschouwers: 42.982 Scheidsrechter: Dimiter Rumentchev (BUL) |

|                                                                    |                                               |       |                         |                                                                                    |
| 15 juli WK 1966 Groep B № 159 «onderlinge duels» 19:30 uur (UTC+1) | Spanje                                        | 2 – 1 | Zwitserland             | Hillsborough, Sheffield Toeschouwers: 32.000 Scheidsrechter: Tofik Bakhramov (URS) |
| 15 juli WK 1966 Groep B № 159 «onderlinge duels» 19:30 uur (UTC+1) | Manuel Sanchís Martínez 57' Amancio Amaro 75' |       | 31' René-Pierre Quentin | Hillsborough, Sheffield Toeschouwers: 32.000 Scheidsrechter: Tofik Bakhramov (URS) |

|                                                                    |                         |       |           |                                                                                   |
| 20 juli WK 1966 Groep B № 160 «onderlinge duels» 19:30 uur (UTC+1) | West-Duitsland          | 2 – 1 | Spanje    | Villa Park, Birmingham Toeschouwers: 51.000 Scheidsrechter: Armando Marques (BRA) |
| 20 juli WK 1966 Groep B № 160 «onderlinge duels» 19:30 uur (UTC+1) | Emmerich 39' Seeler 84' |       | 23' Fusté | Villa Park, Birmingham Toeschouwers: 51.000 Scheidsrechter: Armando Marques (BRA) |

|  |  |  |  |  |  |  |  |  |

|                                                                          |         |       |        |                                                                                  |
| 23 oktober EK 1968 kwalificatie № 161 «onderlinge duels» 15:30 uur (UTC) | Ierland | 0 – 0 | Spanje | Dalymount Park, Dublin Toeschouwers: 38.877 Scheidsrechter: Hasse Carlsson (SWE) |
| 23 oktober EK 1968 kwalificatie № 161 «onderlinge duels» 15:30 uur (UTC) |         |       |        | Dalymount Park, Dublin Toeschouwers: 38.877 Scheidsrechter: Hasse Carlsson (SWE) |

|                                                                            |                          |       |         |                                                                                  |
| 7 december EK 1968 kwalificatie № 162 «onderlinge duels» 20:30 uur (UTC+1) | Spanje                   | 2 – 0 | Ierland | Estadio Mestalla, Valencia Toeschouwers: 9.810 Scheidsrechter: Piet Roomer (NED) |
| 7 december EK 1968 kwalificatie № 162 «onderlinge duels» 20:30 uur (UTC+1) | José María 22' Pirri 36' |       |         | Estadio Mestalla, Valencia Toeschouwers: 9.810 Scheidsrechter: Piet Roomer (NED) |

### 1967
|                                                                            |         |       |        |                                                                                     |
| 1 februari EK 1968 kwalificatie № 163 «onderlinge duels» 14:00 uur (UTC+2) | Turkije | 0 – 0 | Spanje | Ali Sami Yenstadion, Istanbul Toeschouwers: 27.262 Scheidsrechter: Gyula Gere (HUN) |
| 1 februari EK 1968 kwalificatie № 163 «onderlinge duels» 14:00 uur (UTC+2) |         |       |        | Ali Sami Yenstadion, Istanbul Toeschouwers: 27.262 Scheidsrechter: Gyula Gere (HUN) |

|                                                                   |                                  |       |        |                                                                                 |
| 24 mei Vriendschappelijk № 164 «onderlinge duels» 19:45 uur (UTC) | Engeland                         | 2 – 0 | Spanje | Wembley Stadium, Londen Toeschouwers: 97.500 Scheidsrechter: István Zsolt (HUN) |
| 24 mei Vriendschappelijk № 164 «onderlinge duels» 19:45 uur (UTC) | Jimmy Greaves 70' Roger Hunt 76' |       |        | Wembley Stadium, Londen Toeschouwers: 97.500 Scheidsrechter: István Zsolt (HUN) |

|                                                                        |                           |       |         |                                                                           |
| 31 mei EK 1968 kwalificatie № 165 «onderlinge duels» 20:00 uur (UTC+1) | Spanje                    | 2 – 0 | Turkije | San Mamés, Bilbao Toeschouwers: 27.336 Scheidsrechter: Othmar Huber (SUI) |
| 31 mei EK 1968 kwalificatie № 165 «onderlinge duels» 20:00 uur (UTC+1) | Grosso 63' Paco Gento 81' |       |         | San Mamés, Bilbao Toeschouwers: 27.336 Scheidsrechter: Othmar Huber (SUI) |

|                                                                           |                       |       |        |                                                                                    |
| 1 oktober EK 1968 kwalificatie № 166 «onderlinge duels» 15:00 uur (UTC+1) | Tsjecho-Slowakije     | 1 – 0 | Spanje | Stadion Eden, Praag Toeschouwers: 20.534 Scheidsrechter: Gerhard Schulenburg (FRG) |
| 1 oktober EK 1968 kwalificatie № 166 «onderlinge duels» 15:00 uur (UTC+1) | Alexander Horváth 47' |       |        | Stadion Eden, Praag Toeschouwers: 20.534 Scheidsrechter: Gerhard Schulenburg (FRG) |

|                                                                            |                      |       |                   |                                                                                                |
| 22 oktober EK 1968 kwalificatie № 167 «onderlinge duels» 20:00 uur (UTC+1) | Spanje               | 2 – 1 | Tsjecho-Slowakije | Estadio Santiago Bernabéu, Madrid Toeschouwers: 25.314 Scheidsrechter: Antonio Sbardella (ITA) |
| 22 oktober EK 1968 kwalificatie № 167 «onderlinge duels» 20:00 uur (UTC+1) | Pirri 32' Gárate 60' |       | 75' Ladislav Kuna | Estadio Santiago Bernabéu, Madrid Toeschouwers: 25.314 Scheidsrechter: Antonio Sbardella (ITA) |

### 1968
|                                                                          |                                                                    |       |                     |                                                                                                  |
| 28 februari Vriendschappelijk № 168 «onderlinge duels» 20:30 uur (UTC+1) | Spanje                                                             | 3 – 1 | Zweden              | Estadio Ramón Sánchez Pizjuán, Sevilla Toeschouwers: 18.000 Scheidsrechter: Joaquim Campos (POR) |
| 28 februari Vriendschappelijk № 168 «onderlinge duels» 20:30 uur (UTC+1) | Amancio Amaro Varela 20' Amancio Amaro Varela 25' Joaquím Rifé 67' |       | 26' Inge Ejderstedt | Estadio Ramón Sánchez Pizjuán, Sevilla Toeschouwers: 18.000 Scheidsrechter: Joaquim Campos (POR) |

|                                                                         |                    |       |        |                                                                                 |
| 3 april EK 1968 kwalificatie № 169 «onderlinge duels» 19:45 uur (UTC+1) | Engeland           | 1 – 0 | Spanje | Wembley Stadium, Londen Toeschouwers: 94.586 Scheidsrechter: Gilbert Droz (SUI) |
| 3 april EK 1968 kwalificatie № 169 «onderlinge duels» 19:45 uur (UTC+1) | Bobby Charlton 84' |       |        | Wembley Stadium, Londen Toeschouwers: 94.586 Scheidsrechter: Gilbert Droz (SUI) |

|                                                                    |                    |       |                          |                                                                                      |
| 2 mei Vriendschappelijk № 170 «onderlinge duels» 19:00 uur (UTC+1) | Zweden             | 1 – 1 | Spanje                   | Malmö Stadion, Malmö Toeschouwers: 27.375 Scheidsrechter: Hans-Joachim Weyland (FRG) |
| 2 mei Vriendschappelijk № 170 «onderlinge duels» 19:00 uur (UTC+1) | Thomas Nordahl 14' |       | 72' Francisco Castellano | Malmö Stadion, Malmö Toeschouwers: 27.375 Scheidsrechter: Hans-Joachim Weyland (FRG) |

|                                                                       |                          |       |                                     |                                                                                            |
| 8 mei EK 1968 kwalificatie № 171 «onderlinge duels» 20:30 uur (UTC+1) | Spanje                   | 1 – 2 | Engeland                            | Estadio Santiago Bernabéu, Madrid Toeschouwers: 66.994 Scheidsrechter: Josef Krňávek (TCH) |
| 8 mei EK 1968 kwalificatie № 171 «onderlinge duels» 20:30 uur (UTC+1) | Amancio Amaro Varela 48' |       | 55' Martin Peters 81' Norman Hunter | Estadio Santiago Bernabéu, Madrid Toeschouwers: 66.994 Scheidsrechter: Josef Krňávek (TCH) |

|                                                                         |                      |       |                                        |                                                                                    |
| 17 oktober Vriendschappelijk № 172 «onderlinge duels» 20:30 uur (UTC+1) | Frankrijk            | 1 – 3 | Spanje                                 | Stade de Gerland, Lyon Toeschouwers: 35.000 Scheidsrechter: Aurelio Angonese (ITA) |
| 17 oktober Vriendschappelijk № 172 «onderlinge duels» 20:30 uur (UTC+1) | Bernard Blanchet 22' |       | 59' Pirri 74' Ufarte 84' Luis Aragonés | Stade de Gerland, Lyon Toeschouwers: 35.000 Scheidsrechter: Aurelio Angonese (ITA) |

|                                                                            |             |       |        |                                                                                           |
| 27 oktober WK 1970 kwalificatie № 173 «onderlinge duels» 14:00 uur (UTC+1) | Joegoslavië | 0 – 0 | Spanje | Rode Sterstadion, Belgrado Toeschouwers: 23.963 Scheidsrechter: Ferdinand Marschall (AUT) |
| 27 oktober WK 1970 kwalificatie № 173 «onderlinge duels» 14:00 uur (UTC+1) |             |       |        | Rode Sterstadion, Belgrado Toeschouwers: 23.963 Scheidsrechter: Ferdinand Marschall (AUT) |

|                                                                             |            |       |                    |                                                                                              |
| 11 december WK 1970 kwalificatie № 174 «onderlinge duels» 21:00 uur (UTC+1) | Spanje     | 1 – 1 | België             | Estadio Santiago Bernabéu, Madrid Toeschouwers: 11.906 Scheidsrechter: Salvador García (POR) |
| 11 december WK 1970 kwalificatie № 174 «onderlinge duels» 21:00 uur (UTC+1) | Gárate 76' |       | 3' Johan De Vrindt | Estadio Santiago Bernabéu, Madrid Toeschouwers: 11.906 Scheidsrechter: Salvador García (POR) |

### 1969
|                                                                             |                          |       |            |                                                                                       |
| 23 februari WK 1970 kwalificatie № 175 «onderlinge duels» 15:00 uur (UTC+1) | België                   | 2 – 1 | Spanje     | Stade Maurice Dufrasne, Luik Toeschouwers: 31.668 Scheidsrechter: Tage Sørensen (DEN) |
| 23 februari WK 1970 kwalificatie № 175 «onderlinge duels» 15:00 uur (UTC+1) | Johan De Vrindt 32', 76' |       | 77' Asensi | Stade Maurice Dufrasne, Luik Toeschouwers: 31.668 Scheidsrechter: Tage Sørensen (DEN) |

|                                                                       |              |       |             |                                                                                      |
| 26 maart Vriendschappelijk № 176 «onderlinge duels» 20:30 uur (UTC+1) | Spanje       | 1 – 0 | Zwitserland | Estadio Mestalla, Valencia Toeschouwers: 10.000 Scheidsrechter: Robert Lacoste (FRA) |
| 26 maart Vriendschappelijk № 176 «onderlinge duels» 20:30 uur (UTC+1) | Bustillo 25' |       |             | Estadio Mestalla, Valencia Toeschouwers: 10.000 Scheidsrechter: Robert Lacoste (FRA) |

|                                                                       |        |       |        |                                                                                                  |
| 23 april Vriendschappelijk № 177 «onderlinge duels» 20:30 uur (UTC+1) | Spanje | 0 – 0 | Mexico | Estadio Ramón Sánchez Pizjuán, Sevilla Toeschouwers: 40.000 Scheidsrechter: Manuel Lousada (POR) |
| 23 april Vriendschappelijk № 177 «onderlinge duels» 20:30 uur (UTC+1) |        |       |        | Estadio Ramón Sánchez Pizjuán, Sevilla Toeschouwers: 40.000 Scheidsrechter: Manuel Lousada (POR) |

|                                                                          |                                       |       |                       |                                                                                |
| 30 april WK 1970 kwalificatie № 178 «onderlinge duels» 20:30 uur (UTC+1) | Spanje                                | 2 – 1 | Joegoslavië           | Camp Nou, Barcelona Toeschouwers: 29.914 Scheidsrechter: Rudolf Scheurer (SUI) |
| 30 april WK 1970 kwalificatie № 178 «onderlinge duels» 20:30 uur (UTC+1) | Bustillo 20' Amancio Amaro Varela 27' |       | 66' Miroslav Pavlović | Camp Nou, Barcelona Toeschouwers: 29.914 Scheidsrechter: Rudolf Scheurer (SUI) |

|                                                                         |                                  |       |        |                                                                                      |
| 25 juni WK 1970 kwalificatie № 179 «onderlinge duels» 19:00 uur (UTC+2) | Finland                          | 2 – 0 | Spanje | Olympisch Stadion, Helsinki Toeschouwers: 11.838 Scheidsrechter: Günter Männig (DDR) |
| 25 juni WK 1970 kwalificatie № 179 «onderlinge duels» 19:00 uur (UTC+2) | Tommy Lindholm 7' Arto Tolsa 20' |       |        | Olympisch Stadion, Helsinki Toeschouwers: 11.838 Scheidsrechter: Günter Männig (DDR) |

|                                                                            |                                                                                         |       |         | |
| 15 oktober WK 1970 kwalificatie № 180 «onderlinge duels» 17:00 uur (UTC+1) | Spanje                                                                                  | 6 – 0 | Finland | Estadio Municipal José Antonio, La Línea de la Concepción Toeschouwers: 20.904 Scheidsrechter: Robert Héliès (FRA) |
| 15 oktober WK 1970 kwalificatie № 180 «onderlinge duels» 17:00 uur (UTC+1) | Pirri 6' Gárate 20', 42' Manuel Velázquez 22' Amancio Amaro Varela 45' Quino Sierra 86' |       |         | Estadio Municipal José Antonio, La Línea de la Concepción Toeschouwers: 20.904 Scheidsrechter: Robert Héliès (FRA) |

UEFA: Albanië · België · Bulgarije · Cyprus · Denemarken · West-Duitsland · Duitse Democratische Republiek · Engeland · Finland · Frankrijk · Griekenland · Hongarije · Ierland · IJsland · Italië · Joegoslavië · Luxemburg · Malta · Nederland · Noord-Ierland · Noorwegen · Oostenrijk · Polen · Portugal · Roemenië · Schotland · Sovjet-Unie · Spanje · Tsjecho-Slowakije · Turkije · Wales · Zweden · Zwitserland

CAF: Madagaskar AFC: Israël

RFEF · A-internationals · Selecties · Bondscoaches · Spaans vrouwenelftal · Olympisch elftal · Spanje U21 · Spanje U20 · Spanje U19 · Spanje U18 · Spanje U17 · Spanje U16 · Vrouwen U17
1920 – 1929 ·
1930 – 1939 ·
1940 – 1949 ·
1950 – 1959 ·
1960 – 1969 ·
1970 – 1979 ·
1980 – 1989 ·
1990 – 1999 ·
2000 – 2009 ·
2010 – 2019 ·
2020 − 2029
EK's: 1964 · 
1980 · 
1984 · 
1988 · 
1996 · 
2000 · 
2004 · 
2008 · 
2012 · 
2016 · 
2020 · 
2024
WK's: 1934 · 
1950 · 
1962 · 
1966 · 
1978 · 
1982 · 
1986 · 
1990 · 
1994 · 
1998 · 
2002 · 
2006 · 
2010 · 
2014 · 
2018 · 
2022
OS: 1920 ·
1924 · 
1928 · 
1968 · 
1976 · 
1980 · 
1992 · 
1996 · 
2000 · 
2012 ·
2020
1920 · 
1921 · 
1922 · 
1923 · 
1924 · 
1925 · 
1926 · 
1927 · 
1928 · 
1929 · 
1930 · 
1931 · 
1932 · 
1933 · 
1934 · 
1935 · 
1936 · 
1937 · 1939 · 1940 · 
1941 · 
1942 · 
1943 · 1944 · 
1945 · 
1946 · 
1947 · 
1948 · 
1949 · 
1950 · 
1952 · 
1952 · 
1953 · 
1954 · 
1955 · 
1956 · 
1957 · 
1958 · 
1959 · 
1960 · 
1961 · 
1962 · 
1963 · 
1964 · 
1965 · 
1966 · 
1967 · 
1968 · 
1969 · 
1970 · 
1971 · 
1972 · 
1973 · 
1974 · 
1975 · 
1976 · 
1977 · 
1978 · 
1979 · 
1980 · 
1981 · 
1982 · 
1983 · 
1984 · 
1985 · 
1986 · 
1987 · 
1988 · 
1989 · 
1990 · 
1991 · 
1992 · 
1993 · 
1994 · 
1995 · 
1996 · 
1997 · 
1998 · 
1999 · 
2000 · 
2001 · 
2002 · 
2003 · 
2004 · 
2005 · 
2006 · 
2007 · 
2008 · 
2009 · 
2010 · 
2011 · 
2012 · 
2013 ·
2014 ·
2015 ·
2016 ·
2017 ·
2018 ·
2019 ·
2020 ·
2021 ·
2022
Albanië ·
Algerije ·
Andorra ·
Argentinië ·
Armenië ·
Australië ·
Azerbeidzjan ·
België ·
Bolivia ·
Bosnië en Herzegovina ·
Brazilië ·
Bulgarije ·
Canada ·
Chili ·
China ·
Colombia ·
Costa Rica ·
Cyprus ·
DDR ·
Denemarken ·
Duitsland ·
Ecuador ·
Egypte ·
El Salvador ·
Engeland ·
Estland ·
Equatoriaal-Guinea · 
Faeröer ·
Finland ·
Frankrijk ·
GOS ·
Georgië ·
Griekenland ·
Haïti ·
Honduras ·
Hongarije ·
Ierland ·
IJsland ·
Irak ·
Iran ·
Israël ·
Italië ·
Ivoorkust ·
Japan ·
Joegoslavië ·
Jordanië ·
Kosovo ·
Kroatië ·
Letland ·
Liechtenstein ·
Litouwen ·
Luxemburg ·
Malta ·
Marokko ·
Mexico ·
Nederland ·
Nieuw-Zeeland ·
Nigeria ·
Noord-Ierland ·
Noord-Macedonië ·
Noorwegen ·
Oekraïne ·
Oostenrijk ·
Panama ·
Paraguay ·
Peru ·
Polen ·
Portugal ·
Puerto Rico ·
Roemenië ·
Rusland ·
San Marino ·
Saoedi-Arabië ·
Schotland ·
Servië ·
Servië en Montenegro ·
Slovenië ·
Slowakije ·
Sovjet-Unie ·
Tahiti ·
Tsjechië ·
Tsjecho-Slowakije ·
Tunesië ·
Turkije ·
Uruguay ·
Venezuela ·
Verenigde Staten ·
Wales ·
Wit-Rusland ·
Zuid-Afrika ·
Zuid-Korea ·
Zweden ·
Zwitserland
Australië (2014) ·
Brazilië (2013) ·
Chili (2010) ·
Chili (2014) ·
Costa Rica (2022) ·
Duitsland (2008) ·
Duitsland (2022) ·
Engeland (1982) ·
Engeland (2024) ·
Frankrijk (1984) ·
Frankrijk (2006) ·
Frankrijk (2012) ·
Frankrijk (2021) ·
Griekenland (2008) ·
Honduras (2010) ·
Ierland (2012) ·
Iran (2018) ·
Italië (2008) ·
Italië (2012, 1) ·
Italië (2012, 2) ·
Italië (2016) ·
Italië (2021) ·
Japan (2022) ·
Kroatië (2012) ·
Kroatië (2021) ·
Marokko (2018) ·
Marokko (2022) ·
Nederland (2010) ·
Nederland (2014) ·
Oekraïne (2006) ·
Paraguay (2002) ·
Polen (2021) ·
Portugal (2012) ·
Portugal (2018) ·
Rusland (2008, 1) ·
Rusland (2008, 2) ·
Rusland (2018) ·
Saoedi-Arabië (2006) ·
Slovenië (2002) ·
Slowakije (2021) ·
Sovjet-Unie (1964) ·
Tsjechië (2016) ·
Tunesië (2006) ·
Turkije (2016) ·
West-Duitsland (1982) ·
Zuid-Afrika (2002) ·
Zweden (2008) ·
Zweden (2021) ·
Zwitserland (2010) ·
Zwitserland (2021)